# Aerides falcata
Aerides falcata är en orkidéart som beskrevs av John Lindley och Joseph Paxton. Aerides falcata ingår i släktet Aerides och familjen orkidéer. Inga underarter finns listade i Catalogue of Life.

## Bildgalleri

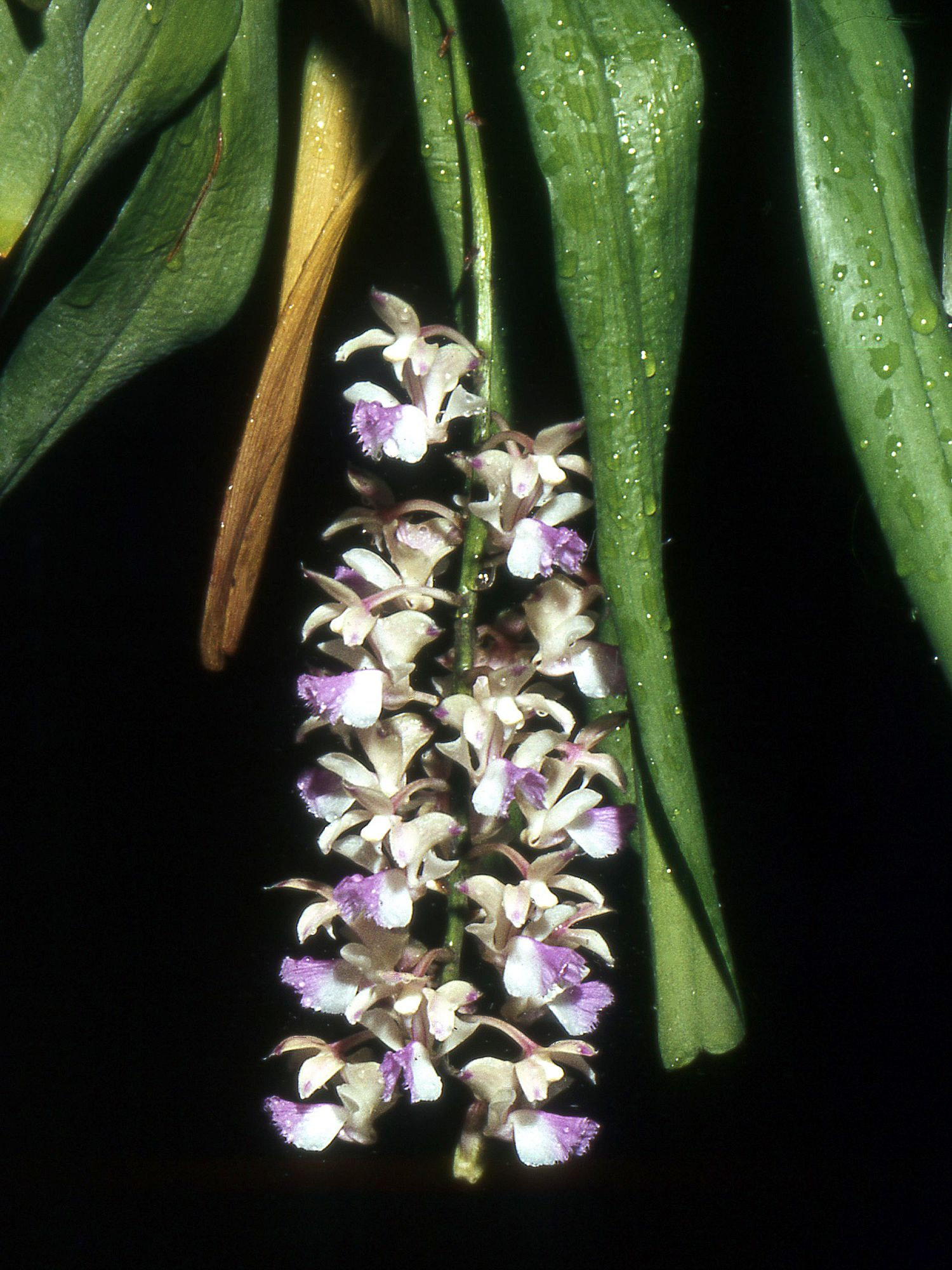
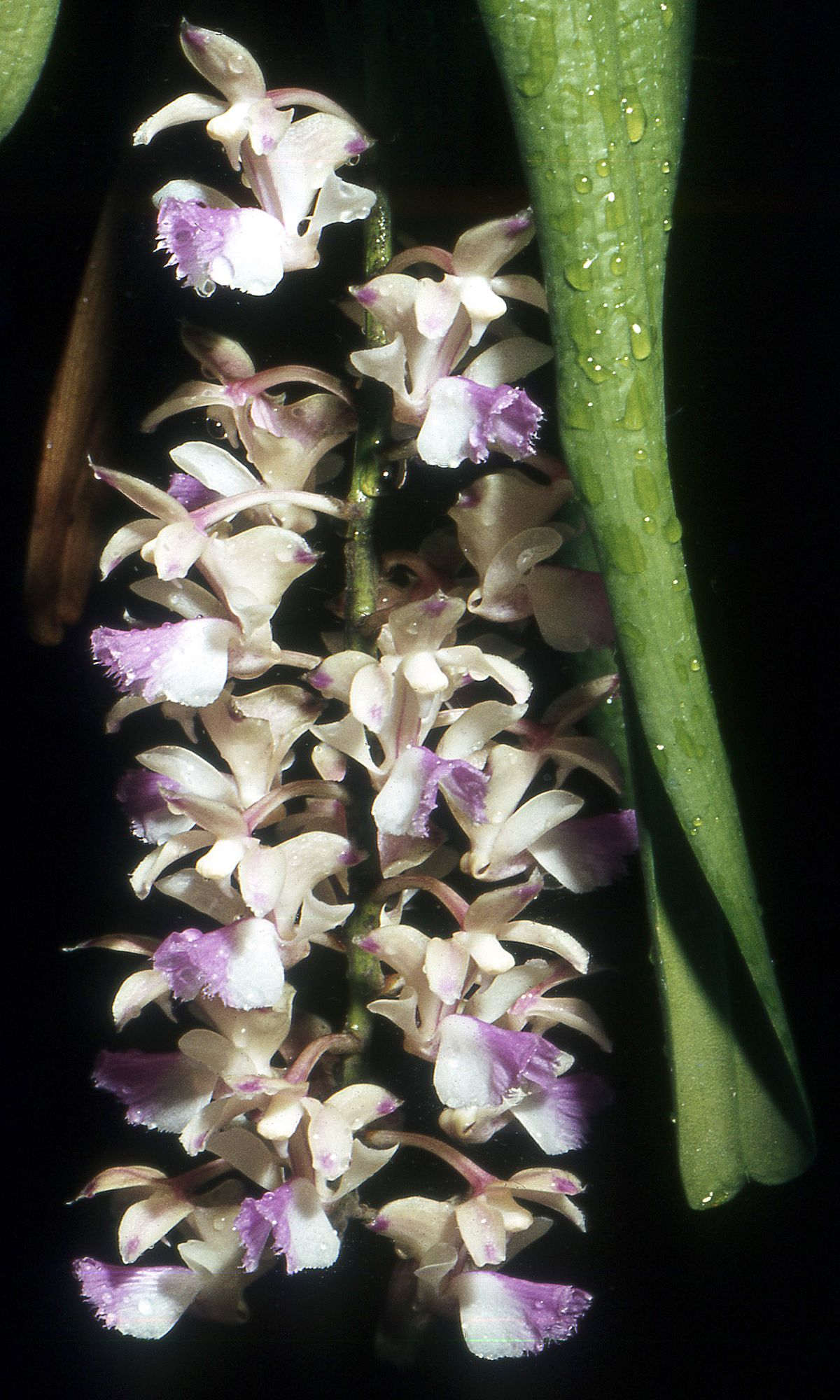
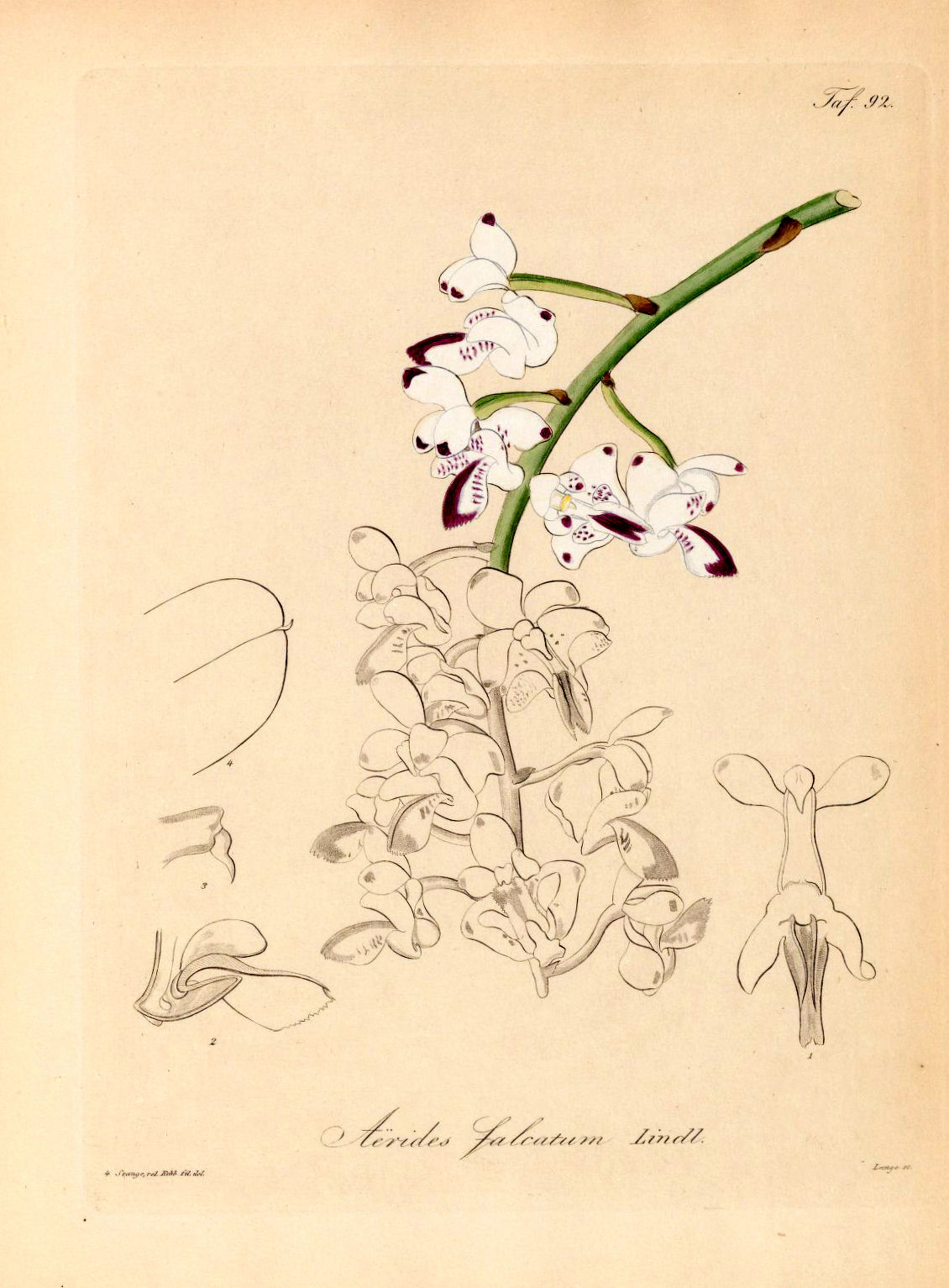
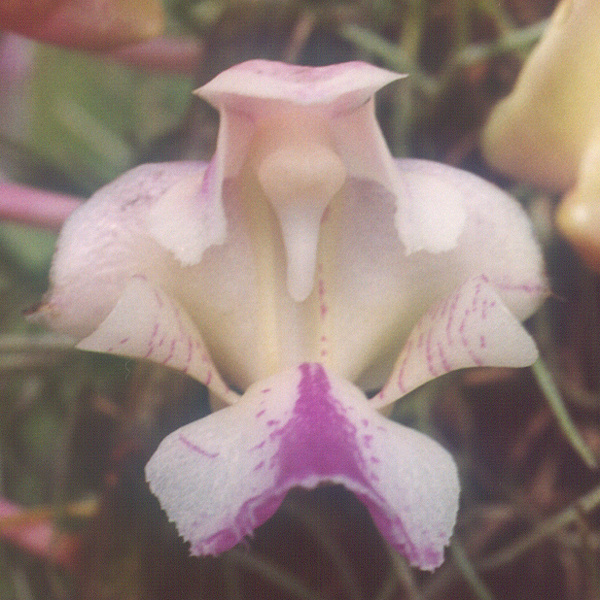
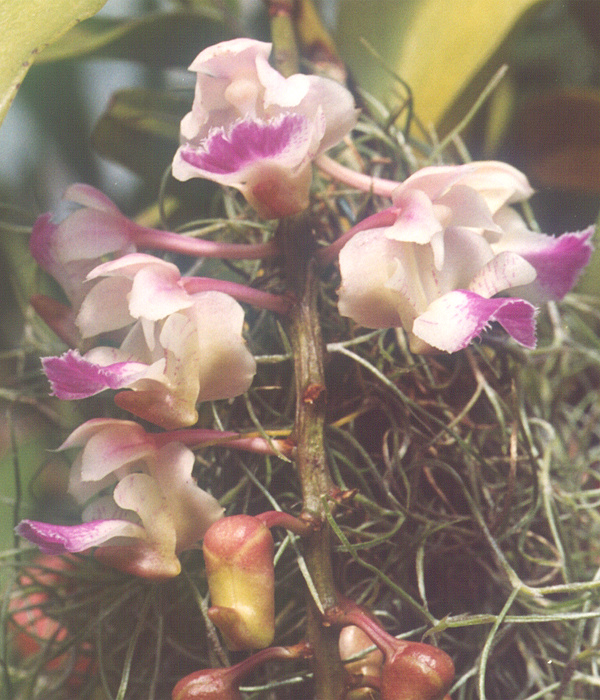